# Klomaskar
Klomaskar (Onychophora) är en stam av djur som ursprungligen var vattenlevande. De härstammar från den Kambriska explosionen. De lever numera på land i fuktiga skogar. De karaktäriseras av säcklika ben och kraftiga antenner. Det finns cirka 110 kända arter av Onychopora. Tillsammans med leddjur och björndjur utgör klomaskar överstammen panarthropoda; de är däremot inte så nära släkt med andra "maskar" som ring- och plattmaskar.
Djuren blir alltmer populära att sälja som exotiska sällskapsdjur, på grund av deras bisarra utseende och matvanor.

## Beskrivning
Klomaskarna verkar härstamma från djur med segmenterad kropp, men har nästan ingen segmentering längre, förutom på huvudet, som består av tre segment. De har två antenner på det första segmentet och vanligtvis också ett ögonpar. Det andra segmentet innehåller en mun. Till skillnad från leddjuren, har dessa djur inte ett stelt yttre skelett. Deras hud är täckt av tunna hår som ger dem en sammetslik struktur. Skinnet ömsas då och då för att djuret ska kunna växa. Trots att kroppen har flera dussin benpar är den alltså inte segmenterad. 

## Föda
Klomaskar är rovdjur och kan fånga djur som är väsentligt större än de själva. Deras föda består bland annat av gråsuggor, termiter, syrsor, stövsländor, kackerlackor, mångfotingar, spindlar, maskar och till och med stora sniglar. De betraktas som en ekologisk motsvarighet till enkelfotingar. 
Potentiella offer söks upp med hjälp av antenner och jagas in i små sprickor. Medan mindre offer dödas omedelbart, blir större djur först immobiliserade med hjälp av en vit, proteinrik, limliknande vätska som produceras av två slemkörtlar. Detta sprutas från porerna i den orala papillen över ett avstånd på upp till 30 centimeter, och hårdnar mycket snabbt när den utsätts för luft, så att offren blir fångade i den klibbiga substansen. Detta ämne fastnar inte på klomaskarnas vattenbortstötliga hud och masken kan därför lugnt ta sig an bytet. Offret är nu dödat och försmält genom injiceringen av giftigt saliv. De kraftiga käkarna skär maten i fina bitar innan den förs till tarmkanalen via munnen.

## Förflyttning

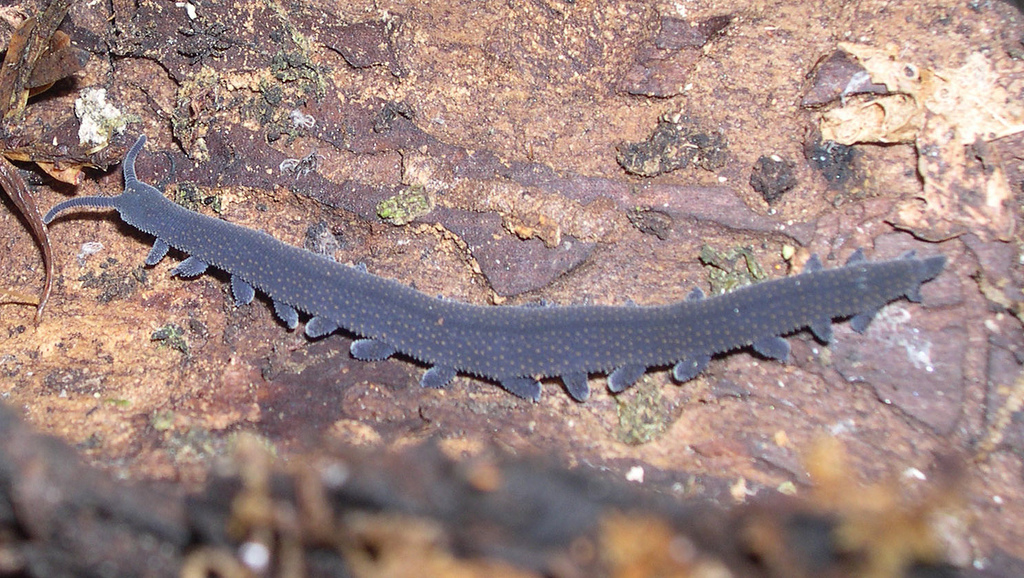
Tydlig bild som visar klomaskens små fötter.

För att förflytta sig från en plats till en annan kryper klomaskarna fram med hjälp av sina ben. Till skillnad från leddjuren så flyttar de båda benen i ett par samtidigt. Kontakt mellan underkroppen och markunderlaget undviks vanligen, kroppen hålls från marken med hjälp av de små fötterna. Klorna som finns på fötterna används bara i hård och tuff terräng där ett fast grepp är ett måste. Vid mjukare underlag, som till exempel mossa, tar sig klomaskarna fram på små kuddar som finns under fötterna.